# Whitney Point
Der Whitney Point ist eine felsige Landspitze an der Budd-Küste des ostantarktischen Wilkeslands. Auf der Westseite der Clark-Halbinsel begrenzt sie nördlich die Einfahrt zur Powell Cove.
Luftaufnahmen der US-amerikanischen Operation Highjump (1946–1947) dienten ihrer Kartierung, bei der sie zunächst für eine kleine Insel gehalten wurde. Der US-amerikanische Polarforscher Carl R. Eklund nahm 1957 Vermessungen vor Ort vor. Das Advisory Committee on Antarctic Names benannte sie 1963 nach I. A. Whitney, Luftbildfotograf bei der Operation Highjump.